# Tipoy (Santa Cruz)
Tipoy es una pequeña localidad de Bolivia, ubicada en el municipio de Santa Cruz de la Sierra del departamento Santa Cruz.

## Ubicación
Se encuentra ubicado a 17.9 km carretera Paurito de Santa Cruz de la Sierra capital del departamento, situado al este de Villa Diana.

## Población
La localidad cuenta con una población de alrededor de 305 habitantes, destacando por su fiesta tradicional de carnaval y carnavalito, original de la misma localidad.

## Carretera
Al sureste por Av. San Aurelio, en la rotonda toma la 2.ª salida,  gira a la derecha, continúa por carretera a Paurito, gira levemente a la derecha hasta llegar a la localidad de Tipoy.